# LP der Woche
LP der Woche ist der Titel des 1984 veröffentlichten fünften Studioalbums der deutschen Rockband Extrabreit. Es war nach Europa das zweite Album der Gruppe, das neben deutschsprachigen auch englischsprachige Texte enthielt.

## Hintergrund
Nach dem Ausstieg von Gitarrist Ulrich Ruhwedel und Schlagzeuger Rolf Möller im Sommer 1983 hatten die verbliebenen Mitglieder zu dritt unter Beteiligung von Gastmusikern weitergemacht und mit Europa erstmals eine Schallplatte herausgebracht, die sowohl deutsche als auch englische Lieder enthielt und eine veränderte musikalische Ausrichtung mit sich brachte. Extrabreit setzte verstärkt auf elektronische Elemente wie Synthesizer und Drumcomputer. Das Album wurde von der Kritik zwar gelobt, erfüllte die kommerziellen Erwartungen jedoch nicht. Eine ursprünglich geplante Tournee wurde nicht durchgeführt.
Dennoch hielten die Extrabreit-Mitglieder am grundsätzlichen Konzept fest. In den Hansa-Studios in Berlin und dem Union Studio in München fanden unter der Anleitung von Manfred Praeker die Aufnahmen zum Nachfolgealbum von Europa statt. Da die Band keinen eigenen Schlagzeuger mehr hatte, wurden verschiedene Künstler anderer Bands verpflichtet, zu denen unter anderem Andy Anderson (The Cure), Hans-Joachim Behrendt (Ideal), Hans Wallbaum (Interzone), Michael Gaßmann, Uwe Hoffmann und Rolf Brendel (Nena) gehörten. Insgesamt beschäftigte die Gruppe neun Schlagzeuger bei den Aufnahmen.
Der Kontakt zu The Cure bestand schon seit 1979, als Kai Havaii Robert Smith für das von Hartwig Masuch herausgegebene Magazin Musiker/Music News interviewt hatte. 1984 stellte Jörg A. Hoppe dann den Kontakt zu Anderson her.
Als das Album erschien, wies das Cover die einzelnen Seiten der Schallplatte nicht als „Seite 1“ und „Seite 2“ aus, sondern als „Seite D“ und „Seite E“, womit gekennzeichnet wurde, in welcher Sprache die Texte der jeweiligen Schallplattenseite gehalten waren. Auf der Innenhülle waren die Texte abgedruckt, die Erstausgabe enthielt Rubbellose für ein Gewinnspiel, bei dem als Hauptpreis „1 Wochenende mit Kai Havaii“ zu gewinnen war. Außerdem wurden „11 Extrabreit–LP–Boxen (Gesammelte Werke)“ und „111 tolle Extrabreit–Sweatshirts“ als Preise ausgelobt. Einsendeschluss war der 31. Dezember 1984.
Als Singles wurden die Lieder Ruhm und Secret Service ausgekoppelt.
Stefan Kleinkrieg meinte in der Rückschau, das Album sei „noch gar nicht richtig fertig, weil es im Studio zu Streitigkeiten kam“.

## Titelliste
| Nr. | Titel                                            | Autor(en)                                 | Gastmusiker                        | Länge |
| --- | ------------------------------------------------ | ----------------------------------------- | ---------------------------------- | ----- |
| 1.  | Ruhm                                             | Kai Havaii                                |                                    | 4:14  |
| 2.  | Secret Service                                   | Havaii                                    |                                    | 3:32  |
| 3.  | Dieter Geht Nach Hollywood                       | Havaii, Stefan Kleinkrieg, Wolfgang Jäger |                                    | 4:59  |
| 4.  | Für Immer Quer                                   | Havaii, Jäger, Kleinkrieg                 |                                    | 2:40  |
| 5.  | Herzen Aus Glas                                  | Havaii, Kleinkrieg                        | Hans Wallbaum (Schlagzeug)         | 3:26  |
| 6.  | Those Were The Days (1980-83)                    | Havaii, Jäger, Kleinkrieg                 | Nürnberger Philharmoniker          | 2:53  |
| 7.  | Break That Ice                                   | Havaii, Kleinkrieg                        | Hans-Joachim Behrendt (Schlagzeug) | 4:16  |
| 8.  | Palermo (Voici Les Temps Des Assassines D’Amour) | Frank Becking, Havaii                     | Andy Anderson (Schlagzeug)         | 3:36  |
| 9.  | Hologram Girl                                    | Anja Kiessling, Havaii, Jäger             |                                    | 3:40  |
| 10. | Eye Of The Snake                                 | Havaii, Jäger, Kleinkrieg                 | Andy Anderson                      | 5:54  |

## Rezeption
Musikexpress schrieb, die verbliebenen Musiker der Gruppe zögen „noch ein letztes Mal alle Register“. „Titel, Produzent, die Vermarktung, die Begleitmusiker“ – alles zeuge „von Lernprozessen in der kurzen, aber ereignisreichen Karriere der ehemaligen neudeutschen Gipfelstürmer“. Bei den Kompositionen lasse sich „kein kontinuierlicher Fluss“ ausmachen, „gegensätzliche Polarisationen“ bestimmten „diese Sammlung unterschiedlicher Songs und Stilrichtungen“. Das Album wirke „wie eine Aufreihung unterschiedlicher sich voneinander entfernender Ideen“.  Trotz dieses „Mangels an Geschlossenheit“ solle man über „gute Ideen und ihre witzige Umsetzung nicht hinweghören“, die „Verballhornung aktueller Trends“ habe Extrabreit „schon immer gelegen“. Havaii Gesang sei „so variabel wie die Songstrukturen“ und zeige „überzeugend seine chamäleonhafte Vielseitigkeit“,  Jägers Bassspiel sei „solide wie immer“, Kleinkrieg fahre „seine straighten, klotzigen Gitarrenriffs rein“, und für das Schlagzeug habe die Band von Andy Anderson (The Cure) bis Rolf Brendel (Nena) „bewusst unterschiedliche Stilisten“ verpflichtet, die „durchaus passabel die Anforderungen der einzelnen Songs“ erfüllten. Das Album sei „sicher nicht der Volltreffer der Woche oder des Monats“, der „Grundstein für morgen“ sei aber gelegt.